# Чанъл 4
Вижте пояснителната страница за други значения на Канал 4.
Channel 4 (превод: Канал 4) е британски телевизионен канал, който започва да излъчва на 2 ноември 1982 г. Въпреки че каналът е търговски и самофинансиран, той в крайна сметка е публична собственост.
Каналът е създаден, за да осигури четвърта телевизионна услуга във Великобритания, в допълнение към двата канала BBC и канала ITV, които вече съществуват при пускането на Channel 4.